# Colonna (Familienname)
Colonna ist ein italienischer Familienname.

## Namensträger
- Agapito Colonna († 1380), italienischer Kardinal
- Alexandre Colonna-Walewski (1810–1868), französischer Staatsmann
- Angelo Michele Colonna (1604–1687), italienischer Maler
- Anna Barbara Colonna von Fels (1583–1625), böhmische Adlige
- Antonio Sancho Dávila de Toledo y Colonna (1590–1666), spanischer Adliger und General
- Aristide Colonna (1909–1999), italienischer Klassischer Philologe
- Ascanio Colonna (1560–1608), italienischer Kardinal
- Ascanio I. Colonna († 1557), italienischer Adliger
- Benedetto Colonna Barberini di Sciarra (1788–1863), italienischer Kardinal
- Carl Leonhard Samuel Colonna von Fels (1674–1752), schlesischer Adliger, Landrechtsbeisitzer und Landesältester der Fürstentümer Oppeln-Ratibor
- Carlo Colonna (1665–1739), italienischer Kardinal
- Catherine Colonna (* 1956), französische Politikerin
- Dominique Colonna (1928–2023), französischer Fußballspieler
- Edward Colonna (1862–1948), deutscher Architekt
- Egidio Colonna (1607–1686), italienischer Geistlicher, Titularpatriarch von Jerusalem
- Fabrizio I. Colonna (1460–1520), Condottiere, Herzog und Söldnerführer
- Federico Baldeschi Colonna (1625–1691), italienischer Kardinal und Nuntius
- Fabio Colonna (1567–1640), italienischer Botaniker
- Francesco Colonna (1433/34–1527), italienischer Schriftsteller
- Friedrich Colonna von Fels († 1614), böhmischer Adliger, Gutsbesitzer und Erbkämmerer
- Giacomo Colonna (Kardinal) (um 1250–1318), italienischer Adliger und Geistlicher
- Giacomo Colonna (um 1270–1329), italienischer Adliger, siehe Sciarra Colonna
- Giacomo Colonna (Bischof) (1300/1301–1341), Bischof von Lombez
- Giovanni Colonna der Ältere († 1209), italienischer Kardinal
- Giovanni Colonna (Kardinal, um 1170) (um 1170–1245), italienischer Kardinal
- Giovanni Colonna (Kardinal, um 1295) (um 1295–1348), italienischer Kardinal
- Giovanni Colonna (Historiker) (um 1298–um 1343), italienischer Historiker
- Giovanni Colonna (Kardinal, 1456) (1456–1508), italienischer Kardinal
- Giovanni Colonna (Etruskologe) (* 1934), italienischer Archäologe und Etruskologe
- Giovanni Battista Colonna (nach 1607–1637), italienischer Geistlicher, Titularpatriarch von Jerusalem
- Giovanni Paolo Colonna (1637–1695), italienischer Organist, Kapellmeister und Komponist
- Girolamo Colonna der Ältere (1604–1666), italienischer Kardinal und vatikanischer Diplomat
- Girolamo Colonna di Sciarra (1708–1763), italienischer Kardinal
- Golfiero Colonna (20. Jahrhundert), italienischer Drehbuchautor
- Guido Colonna di Paliano (1908–1982), italienischer Politiker
- Ilaria Colonna (* 1986), italienische Skifahrerin
- Jean-Baptiste Colonna d’Istria (1758–1835), französischer Geistlicher, Bischof von Nizza
- Jerry Colonna (1904–1986), US-amerikanischer Schauspieler, Komiker und Musiker
- Julien Colonna (* 1982), korsischer Filmemacher
- Kaspar Colonna von Fels (1594–1666), deutscher Offizier
- Leonhard Colonna von Fels (1565–1620), böhmischer Heerführer
- Marcantonio Colonna (Heerführer) (um 1480–1522), italienischer Heerführer
- Marcantonio Colonna (Kardinal, 1523) (1523–1597), italienischer Kardinal
- Marcantonio Colonna (Admiral) (1535–1584), italienischer Admiral
- Marcantonio Colonna (Kardinal, 1724) (1724–1793), italienischer Geistlicher, Kardinalbischof von Palestrina
- Marcantonio Colonna (Vizekönig) (1724–1796), Vizekönig von Sizilien
- Marcantonio Colonna (* 1949), britischer Historiker, siehe Henry Sire
- Marco Colonna (* 1978), italienischer Musiker
- Niccolò Turrisi Colonna (1817–1889), sizilianischer Politiker
- Nicola Colonna (1730–1796), italienischer Kardinal
- Oddone Colonna (1368–1431), italienischer Kardinal, Papst Martin V.
- Odo Colonna (Bischof) († nach 1309), Geistlicher, Bischof von Toul
- Odoardo Colonna (1414–1463), italienischer Adliger und Condottiere, Herzog der Marsi und Graf von Albe und Celano
- Philipp Graf Colonna (1755–1807), schlesischer Industrieller
- Pietro Colonna († 1326), italienischer Kardinal
- Pietro Colonna Pamphili (1725–1780), italienischer Kardinal
- Pompeo Colonna (1479–1532), italienischer Kardinal
- Prospero Colonna (Kardinal, um 1410) (um 1410–1463), italienischer Kardinal
- Prospero Colonna (Condottiere) (1452–1523), italienischer Condottiere
- Prospero Colonna (Kardinal, 1662) (1662–1743), italienischer Kardinal
- Prospero Colonna (Politiker) (1858–1937), italienischer Politiker
- Prospero Colonna di Sciarra (1707–1765), italienischer Kardinal
- Sarah Colonna (* 1974), US-amerikanische Komikerin, Schauspielerin und Autorin
- Sciarra Colonna (Condottiere), italienischer Condottiero
- Stefano Colonna († 1378/1379), italienischer Kardinal
- Stefano IV. Colonna di Palestrina († 1548), italienischer Adliger, Feldherr und Schriftsteller
- Valerio Brigante Colonna (* 1925), italienischer Diplomat
- Vittoria Colonna (1492–1547), italienische Dichterin
- Yvan Colonna (1960–2022), korsischer Nationalist